# 겟 잇 뷰티
《겟 잇 뷰티》(Get It Beauty)는 온스타일의 메이크업 전문 예능 프로그램이며, 본래는 올'리브에서 시즌 1부터 3까지 편성되었으나, 시즌 4부터는 온스타일로 자리를 옮겨 편성되었다. 그러나 시즌제가 아닌 격년제 편성에 맞추어 겟 잇 뷰티는 시즌 7부터는 2012, 2013, 2014, 2015, 2016, 2017, 2018, 2019, 2020, 2021로 편성되는 특성을 두고 있다.

## 퍼펙트 브러시
2017년에 겟 잇 뷰티에서 진행했던 뷰티 크리에이터 오디션이다. 이사배와 씬님이 멘토를 맡으며, 총 30명이 참가한다. 우승자는 상금 1억원을 받는다.
- 우승 : 민스코
- 준우승 : 곽토리
- 3위 : 체스
- Top5 : 꼬꼬, 후니언
- Top8 : 엠마뷰티, 은비, 큐영
- Top10 : 라라, 위우매거진

## 같이 보기
- 스타 뷰티 쇼 (SBS FunE) - 유사 프로그램